# 除括性
除括性（じょかつせい、英語: clusivity）または包括性（ほうかつせい）は、一部の言語における人称の包括範囲の区別を指す。言語によっては、一人称の複数や双数などにおいて、聞き手を含むか否かを区別することがある。具体的に、話し手「私」や第三者「彼」を含むが、聞き手「君」を含まない除外形（英: exclusive form、排除形・排他形とも）と、話し手「私」や第三者「彼」も含むが、聞き手「君」も含まれる包括形（英: inclusive form）という形態上の対立が存在する言語がある。
具体例として、ベトナム語では除外的（英: exclusive）一人称複数代名詞のchúng tôi及び包括的（英: inclusive）一人称複数代名詞のchúng taがある。例えば、言語学者と数学者が参加する会議で、言語学者の一人がchúng tôiと言うと、その言語学者と他の言語学者全体を指すが、数学者は含まれない。一方、chúng taと言うと、その言語学者も他の言語学者も数学者も会議に参加した全員が含まれる。
このような区別は、代名詞に限らず、語形変化や人称接辞など他の人称表現においても現れる。また、除括性のある言語では、この区別は原則一人称にしか存在しない。一部の言語では、完全に二分されず、一方が曖昧になる場合もあり、例えば、中国語普通話では、「我们（我們）」は包括・除外どちらも指すが、「咱们（咱們）」は包括のみである。
除括性の区別が存在する言語には、以上のようなベトナム語や中国語以外にも、琉球語、アイヌ語、ウガンダのソ語、ナバホ語、タミル語、トク・ピシン、オーストロアジア諸語、オーストロネシア諸語全般（インドネシア語など）、北部ビルマ諸語などがある。一方、印欧語の殆どや朝鮮語、日本語など、除括性を区別しない言語も多い。存在しない言語では、文脈などによって包括範囲が判断される。

## 概念図

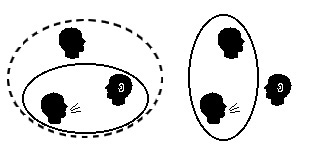
参照の集合：包括形式（左）と除括性（右）

除括性のパラダイムは以下のような表や図で表すことができる。
|              |        | 聞き手を含むか                                              | 聞き手を含むか                                  |
| はい         | いいえ |                                                             |                                                 |
| ------------ | ------ | ----------------------------------------------------------- | ----------------------------------------------- |
| 話者を含むか | はい   | 包括的な「私たち」： 私とあなた（そして場合によっては彼ら） | 排他的な「私たち」： 私と彼ら、でもあなたは除く |
| 話者を含むか | いいえ | あなた / あなた方 / みんな                                  | 彼ら                                            |

## 形態
一部の言語では、一人称代名詞の単数・除外複数・包括複数がそれぞれ別語根のように見える。例えば、チェチェン語では、単数со、除外複数тхо、包括複数вайである。
一方、三つ全てが明確な単純な複合語の言語もある。例えば、パプアニューギニアで話される英語などのクレオール言語であるトク・ピシンでは、単数mi、除外複数mipela、包括複数yumiは、それぞれmi（英語のme由来）単体、miと複数接辞pela（英語のfellow由来）の複合、yu（英語のyou由来）とmiの複合のように、いずれもmiの派生語である。
また、複数形の代名詞のどれかが単数形と同根であり、もう一方の複数が異根である場合もある。例えば、中国語普通話などの一部の北京語の方言では、包括的または除外的複数の「我們／我们」が単数形「我」の複数形であり、包括的な「咱們／咱们」とは異根である。
同じく一人称単数を意味していた別々の単語が、それぞれ除外的複数と包括的複数に派生することもある。例えば、ベトナム語では、くだけた一人称taが複数包括形chúng taに派生し、丁寧な一人称tôiが除外形chúng tôiに派生している。

## 具体例

### 琉球語
日本語には除外的・包括的な区別が認められないのに対し、同じく日琉語族の琉球語において、沖縄本島北部の諸方言には、ワッター系とアガ系の二系列の一人称複数代名詞が存在し、前者を除外形、後者を包括形と分析されることが多いが、用法に例外が有り、人称対立性による区別も提唱されている。

### アイヌ語
アイヌ語では、人称接辞ci=や=asに代表される（除外的）一人称複数に対する、包括的な一人称複数を含む多様な人称を指すことができる（四人称とも呼ばれる）a=や=anが存在する。

### 中国語
中国語の一部の官話方言では包括的一人称複数「我們」及び除外的一人称複数「咱們」があり、また時には「我們」が除外的一人称を含む場合もある。また、南方でも閩南語など一部の限られた方言で区別がある。

### オーストロネシア語族
インドネシア語やフィジー語などのオーストロネシア語族の言語では、包括的なkita系と除外的なkitaの対立がある。

## 文法的示唆
除括性の区別は一人称に限ることも、人称の有生性の階層性の裏付けとされている。